# Maro Engel
Maro Engel (Monaco di Baviera, 27 agosto 1985) è un pilota automobilistico tedesco, che corre per il marchio Mercedes, con cui ha vinto tre volte la Coppa del Mondo FIA GT, la Blancpain GT Series Endurance Cup nel 2018 e due volte la 24 Ore di Daytona, nel 2021 nella classe GTD e nel 2023 nella classe GTD PRO.

## Carriera

### Inizi, kart e monoposto
Engel ha esordito nei Kart nel 1996, come suo miglior risultato in quel periodo ha ottenuto il quarto posto agli Europei del 2000 Campionato Junior Karting . Il tedesco l'anno successivo, nel 2001, ha debuttato nelle monoposto nel 2001 correndo nella Formula BMW Junior, dove ha concluso la stagione al terzo posto. Dopo varie stagioni senza risultati di rilievo in Formula BMW ADAC, F3 Euro Series, F3 tedesca e in Formula 3000 Italia, passa alla Formula 3 inglese con il team Carlin Motorsport e ottiene un ottimo secondo posto nella stagione 2007.

### DTM
Lasciate le corse in monoposto, Engel passa al DTM dove milita per quattro stagioni, dal 2008 al 2011 guidando per Mücke Motorsport, team supportato dalla Mercedes-Benz. Il tedesco non ottiene risultati di rilievo, con un sesto posto nel 2009 a Hockenheimring come migliore risultato nella serie.
Nella stagione 2017 torna nella categoria, sempre come pilota della Mercedes. Il suo ritorno nella serie è più positivo delle stagioni passate, ottiene la sua prima vittoria nella serie sul Moscow Raceway, di Mosca. 
Passano altri cinque anni per rivedere Engel nella serie, ritorna nel 2022 guidando per il Team GruppeM Racing. Il tedesco ottiene due podi e chiude come nel 2009 al dodicesimo posto in classifica. L'anno seguente viene confermato tra i piloti Mercedes nella serie. Ottiene la vittoria a Zandvoort davanti a Sheldon van der Linde ma non riesce a tornare a podio nel resto della stagione chiudendo decimo in classifica, terzo tra i piloti della Mercedes-Benz. 
Per la stagione 2024 viene confermato dal costruttore tedesco.  

### Supercar Car Championship
Nel 2013 partecipa al campionato delle V8 Supercars, ma senza ottenere risultati di rilievo.

### Formula E

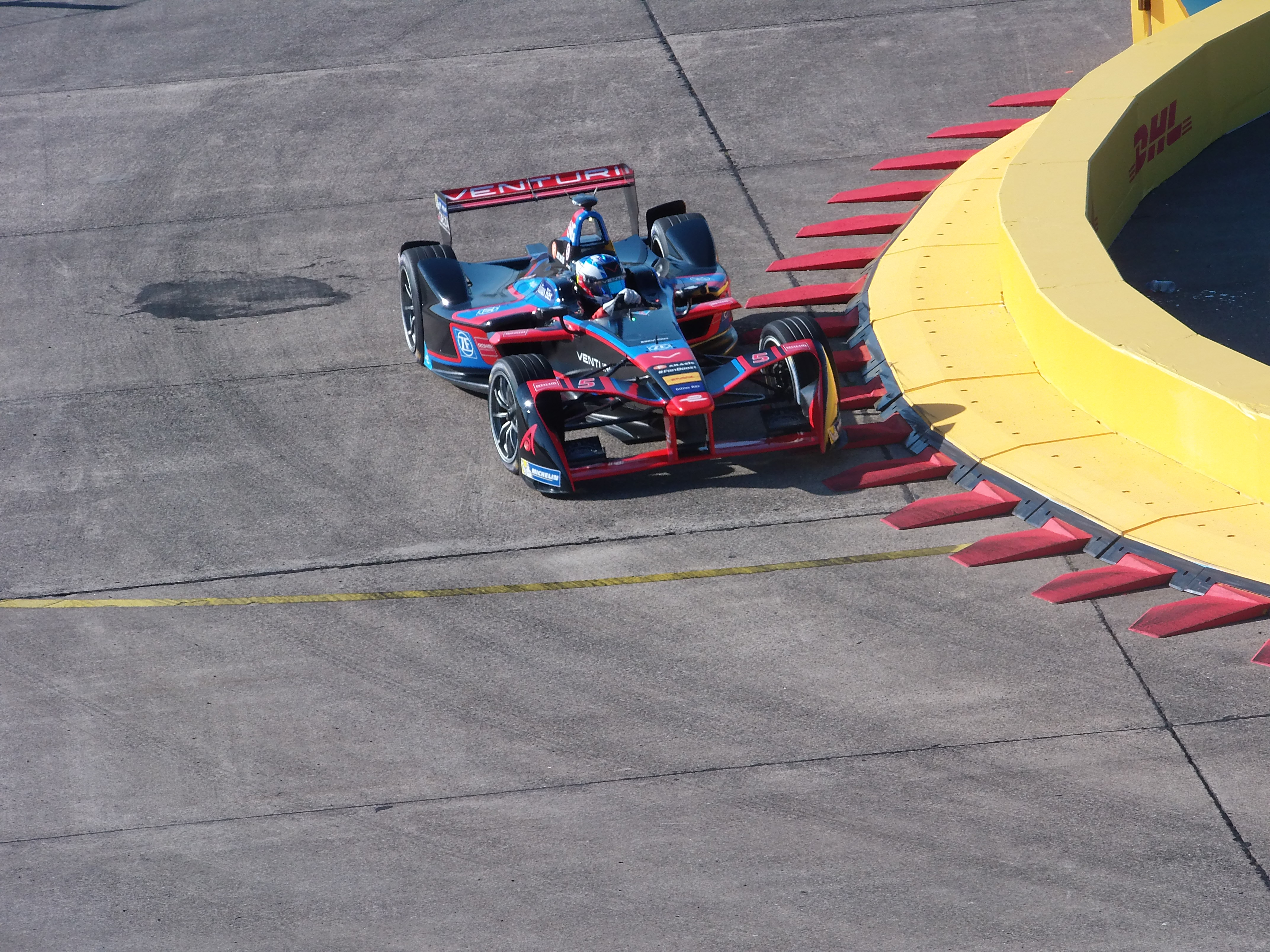
Engel a Berlino nel 2017.

Nel 2016 viene assunto dalla Venturi Grand Prix per disputare la stagione 2016-2017 della Formula E. La vettura però si dimostra poco competitiva e il tedesco ottenne come miglior risultato un 5º posto a Monte Carlo (in qualifica un secondo posto a Città del Messico) oltre ad altri due 9º posti a Hong Kong e a Berlino. Non riesce a prendere parte all'E-Prix di Parigi a causa della concomitanza con il DTM. A fine stagione sarà 17º con 16 punti conquistati.
Nella sua seconda stagione in Formula E rimane accasato al team monegasco, venendo affiancato dall'italiano Edoardo Mortara.
La prima parte di stagione si rivela avara di risultati, con un solo settimo posto nelle prime 4 gare. Durante la stagione invece le cose migliorano, con diversi piazzamenti a punti, tra cui il 4º posto a Parigi e il dodicesimo posto in classifica generale.

## Risultati

### Riassunto della carriera
| Stagione  | Campionato                              | Team                                        | Gare | Pole | Vittorie | Gpv | Podi | Punti | Pos. |
| --------- | --------------------------------------- | ------------------------------------------- | ---- | ---- | -------- | --- | ---- | ----- | ---- |
| 2001      | Formula BMW Junior                      | ADAC e.V. Motorsport                        | 20   | 5    | 3        | 2   | 9    | 203   | 3º   |
| 2002      | F. BMW ADAC                             | Eifelland Racing                            | 18   | 1    | 1        | 0   | 4    | 89    | 8º   |
| 2003      | F3 Euro Series                          | Opel Team KMS                               | 8    | 0    | 0        | 0   | 0    | 0     | N.C. |
| 2004      | F3 tedesca                              | SMS Seyffarth Motorsport                    | 2    | 0    | 0        | 0   | 0    | 7     | 15º  |
| 2005      | F. 3000 Italia                          | Durango                                     | 17   | 0    | 0        | 1   | 0    | 17    | 7º   |
| 2006      | F3 inglese                              | Carlin Motorsport                           | 22   | 3    | 1        | 2   | 8    | 174   | 5º   |
| 2006      | Masters di Formula 3                    | Carlin Motorsport                           | 1    | 0    | 0        | 0   | 0    | N.A.  | 15º  |
| 2006      | Gran Premio di Macao                    | Carlin Motorsport                           | 1    | 0    | 0        | 0   | 0    | N.A.  | 9º   |
| 2007      | F3 inglese                              | Carlin Motorsport                           | 22   | 4    | 3        | 1   | 8    | 208   | 2º   |
| 2007      | Masters di Formula 3                    | Carlin Motorsport                           | 1    | 0    | 0        | 0   | 0    | N.A.  | 13º  |
| 2008      | DTM                                     | Mücke Motorsport                            | 11   | 0    | 0        | 0   | 0    | 0     | N.C. |
| 2009      | DTM                                     | Mücke Motorsport                            | 10   | 0    | 0        | 0   | 0    | 8     | 12º  |
| 2010      | DTM                                     | Mücke Motorsport                            | 11   | 0    | 0        | 0   | 0    | 3     | 15º  |
| 2011      | DTM                                     | Mücke Motorsport                            | 10   | 0    | 0        | 0   | 0    | 5     | 13º  |
| 2012      | International GT Open                   | Lapidus Racing                              | 2    | 0    | 0        | 0   | 0    | 0     | N.A. |
| 2013      | V8 Supercars                            | Rebellion Racing                            | 37   | 0    | 0        | 0   | 0    | 836   | 28º  |
| 2014      | ADAC GT Master                          | Rowe Racing                                 | 16   | 0    | 0        | 0   | 0    | 79    | 12º  |
| 2014      | Coppa del Mondo FIA GT                  | Mercedes-AMG Motorsport                     | 1    | 1    | 0        | 0   | 1    | N.A.  | 1º   |
| 2015      | Coppa del Mondo FIA GT                  | Mercedes-AMG Motorsport                     | 2    | 1    | 2        | 0   | 2    | N.A.  | 1º   |
| 2016–2017 | Formula E                               | Venturi Grand Prix                          | 11   | 0    | 0        | 2   | 0    | 16    | 17º  |
| 2016      | 24 Ore del Nürburgring - SP9            | AMG - Team Black Falcon                     | 1    | 0    | 0        | 0   | 1    | N/A   | 1º   |
| 2017      | DTM                                     | Mercedes-AMG Motorsport                     | 18   | 0    | 1        | 0   | 1    | 51    | 15º  |
| 2017–2018 | Formula E                               | Venturi Grand Prix                          | 12   | 0    | 0        | 0   | 0    | 31    | 12º  |
| 2018      | ADAC GT Masters                         | AutoArenA Motorsport                        | 2    | 0    | 0        | 0   | 0    | 0     | NC   |
| 2018      | 24 Ore del Nürburgring - SP9            | Mercedes-AMG Team Black Falcon              | 1    | 0    | 0        | 0   | 1    | N/A   | 2º   |
| 2018      | Blancpain GT Series Endurance Cup       | Mercedes-AMG Team Black Falcon              | 5    | 1    | 1        | 1   | 2    | 73    | 1º   |
| 2018      | IMSA - GTD                              | SunEnergy1 Racing                           | 2    | 0    | 0        | 0   | 0    | 43    | 42º  |
| 2018      | Intercontinental GT Challenge           | Mercedes-AMG Team Black Falcon              | 1    | 0    | 0        | 0   | 1    | 58    | 4º   |
| 2018      | Intercontinental GT Challenge           | Mercedes-AMG Team GruppeM Racing            | 1    | 1    | 1        | 0   | 1    | 58    | 4º   |
| 2018      | Intercontinental GT Challenge           | Mercedes-AMG Team SunEnergy1 Racing         | 1    | 0    | 0        | 0   | 1    | 58    | 4º   |
| 2018      | Coppa del Mondo FIA GT                  | Mercedes-AMG Team GruppeM Racing            | 2    | 0    | 0        | 0   | 2    | N/A   | 2º   |
| 2019      | ADAC GT Masters                         | Toksport WRT                                | 4    | 0    | 0        | 0   | 2    | 0     | NC†  |
| 2019      | Blancpain GT Series Endurance Cup       | Mercedes-AMG Team Black Falcon              | 5    | 0    | 1        | 0   | 2    | 51    | 3º   |
| 2019      | 24 Ore del Nürburgring - SP9            | Mercedes-AMG Team Black Falcon              | 1    | 0    | 1        | 0   | 0    | N/A   | DNF  |
| 2019      | Intercontinental GT Challenge           | Mercedes-AMG Team Craft Bamboo Black Falcon | 1    | 0    | 0        | 0   | 0    | 44    | 11º  |
| 2019      | Intercontinental GT Challenge           | Mercedes-AMG Team GruppeM Racing            | 3    | 0    | 0        | 0   | 1    | 44    | 11º  |
| 2019      | Intercontinental GT Challenge           | Mercedes-AMG Team Black Falcon              | 1    | 0    | 1        | 0   | 1    | 44    | 11º  |
| 2019      | Coppa del Mondo FIA GT                  | Mercedes-AMG Team GruppeM Racing            | 2    | 0    | 0        | 0   | 0    | N/A   | 9º   |
| 2020      | ADAC GT Masters                         | Toksport WRT                                | 14   | 1    | 1        | 1   | 6    | 167   | 3º   |
| 2020      | 24H GT Series - GT3-Pro                 | Toksport WRT                                | 1    | 0    | 1        | 1   | 0    | 12    | 12º  |
| 2020      | GT World Challenge Europe Sprint Cup    | Haupt Racing Team                           | 8    | 1    | 1        | 1   | 3    | 60    | 6º   |
| 2020      | GT World Challenge Europe Endurance Cup | Haupt Racing Team                           | 4    | 0    | 0        | 0   | 1    | 40    | 7º   |
| 2020      | Intercontinental GT Challenge           | Mercedes-AMG Team Craft Bamboo Black Falcon | 1    | 0    | 0        | 0   | 0    | 20    | 11º  |
| 2020      | Intercontinental GT Challenge           | Mercedes-AMG Team HRT                       | 1    | 0    | 0        | 0   | 0    | 20    | 11º  |
| 2020      | 24 Ore del Nürburgring - SP9            | Mercedes-AMG Team HRT                       | 1    | 0    | 1        | 0   | 0    | N/A   | 8º   |
| 2021      | ADAC GT Masters                         | BWT Toksport WRT                            | 14   | 0    | 0        | 0   | 6    | 176   | 3º   |
| 2021      | GT World Challenge Europe Sprint Cup    | Mercedes-AMG Team Toksport                  | 10   | 4    | 2        | 2   | 6    | 95    | 2º   |
| 2021      | GT World Challenge Europe Endurance Cup | BWT Haupt Racing Team                       | 5    | 0    | 0        | 0   | 1    | 25    | 12º  |
| 2021      | Intercontinental GT Challenge           | Mercedes-AMG Team HRT                       | 1    | 0    | 0        | 0   | 0    | 0     | NC   |
| 2021      | Intercontinental GT Challenge           | Mercedes-AMG Team Craft Bamboo Racing       | 1    | 0    | 0        | 0   | 0    | 0     | NC   |
| 2021      | IMSA - GTD                              | HTP Winward Motorsport                      | 3    | 1    | 0        | 0   | 1    | 1035  | 26º  |
| 2021      | IMSA - GTD                              | SunEnergy1 Racing                           | 2    | 0    | 0        | 0   | 0    | 1035  | 26º  |
| 2021      | 24 Ore del Nürburgring - SP9            | Mercedes-AMG Team HRT Bilstein              | 1    | 0    | 0        | 0   | 0    | N/A   | DNF  |
| 2022      | Deutsche Tourenwagen Masters            | Mercedes-AMG Team GruppeM Racing            | 16   | 0    | 1        | 1   | 2    | 65    | 12º  |
| 2022      | ADAC GT Masters                         | Mann-Filter Team Landgraf                   | 2    | 1    | 2        | 1   | 2    | 51    | 22º  |
| 2022      | GT World Challenge Europe Endurance Cup | BWT Team GetSpeed Performance               | 4    | 0    | 0        | 0   | 1    | 44    | 7º   |
| 2022      | GT World Challenge Europe Endurance Cup | Mercedes-AMG Team GruppeM Racing            | 1    | 0    | 0        | 0   | 0    | 44    | 7º   |
| 2022      | IMSA - GTD Pro                          | WeatherTech Racing                          | 3    | 0    | 0        | 1   | 1    | 826   | 12º  |
| 2022      | Intercontinental GT Challenge           | Mercedes-AMG Team Craft-Bamboo Racing       | 1    | 0    | 0        | 0   | 1    | 30    | 9º   |
| 2022      | Intercontinental GT Challenge           | Mercedes-AMG Team GruppeM Racing            | 2    | 0    | 1        | 0   | 0    | 30    | 9º   |
| 2022      | Coppa del Mondo FIA GT                  | Mercedes-AMG Team GruppeM Racing            | 1    | 1    | 0        | 0   | 1    | N.A.  | 1º   |
| 2023      | IMSA - GTD Pro                          | WeatherTech Racing                          |      |      |          |     |      | *     |      |
| 2023      | Deutsche Tourenwagen Masters            | Mercedes-AMG Team Landgraf                  |      |      |          |     |      | *     |      |
| 2023      | Intercontinental GT Challenge           | Mercedes-AMG Team GruppeM Racing            |      |      |          |     |      | *     |      |

† Pilota ospite, non idoneo ai punti.
* Stagione in corso.

### Risultati in Formula E
| Stagione | Squadra            | Vettura                   | 1      | 2      | 3      | 4       | 5      | 6      | 7     | 8      | 9      | 10      | 11     | 12      | Punti | Pos |
| -------- | ------------------ | ------------------------- | ------ | ------ | ------ | ------- | ------ | ------ | ----- | ------ | ------ | ------- | ------ | ------- | ----- | --- |
| 2016–17  | Venturi Grand Prix | Spark-Venturi VM200-FE-02 | HKG 9  | MAR NC | BNA NC | MEX Rit | MON 5  | PAR    | BER 9 | BER NC | NYC NC | NYC Rit | MTR 12 | MTR 18  | 16    | 17º |
| 2017-18  | Venturi Grand Prix | Spark-Venturi VM200-FE-03 | HKG 13 | HKG 7  | MAR 12 | SAN Rit | MEX 16 | PDE 10 | ROM 8 | PAR 4  | BER 8  | ZUR 11  | NYC 8  | NYC Rit | 31    | 12º |

### Risultati completi DTM
| Anno | Team                      | Vettura              | 1   | 2   | 3   | 4   | 5   | 6   | 7   | 8   | 9   | 10  | 11  | 12  | 13  | 14  | 15  | 16  | 17  | 18  | Punti | Pos. |
| ---- | ------------------------- | -------------------- | --- | --- | --- | --- | --- | --- | --- | --- | --- | --- | --- | --- | --- | --- | --- | --- | --- | --- | ----- | ---- |
| 2017 | HWA Racelab               | Mercedes-AMG C63 DTM | HOC | HOC | LAU | LAU | HUN | HUN | NOR | NOR | MSC | MSC | ZAN | ZAN | NÜR | NÜR | RBR | RBR | HOC | HOC | 51    | 15º  |
| 2017 | HWA Racelab               | Mercedes-AMG C63 DTM | 17  | 10  | 9   | 12  | 13  | 15  | 14  | 14  | 10  | 1   | 16  | 11  | 4   | 5   | 15  | 15  | 16  | 13  | 51    | 15º  |
| 2022 | GruppeM Racing            | Mercedes-AMG GT3 Evo | POR | POR | LAU | LAU | IMO | IMO | NOR | NOR | NÜR | NÜR | SPA | SPA | RBR | RBR | HOC | HOC |     |     | 65    | 12º  |
| 2022 | GruppeM Racing            | Mercedes-AMG GT3 Evo | 10  | 10  | 53  | 23  | 10  | 7   | Rit | 10  | 16  | Rit | Rit | 23  | 7   | 31  | 11  | Rit |     |     | 65    | 12º  |
| 2023 | Team Landgraf             | Mercedes-AMG GT3 Evo | OSC | OSC | ZAN | ZAN | NOR | NOR | NÜR | NÜR | LAU | LAU | SAC | SAC | RBR | RBR | HOC | HOC |     |     | 107   | 10°  |
| 2023 | Team Landgraf             | Mercedes-AMG GT3 Evo | 13  | 14  | 1   | 53  | 7   | 9   | 12  | 4   | 13  | Rit | Rit | Rit | 5   | 12  | 17  | 5   |     |     | 107   | 10°  |
| 2024 | Mercedes-AMG Team Winward | Mercedes-AMG GT3 Evo | OSC | OSC | LAU | LAU | ZAN | ZAN | NOR | NOR | NÜR | NÜR | SAC | SAC | RBR | RBR | HOC | HOC |     |     | 184*  |      |
| 2024 | Mercedes-AMG Team Winward | Mercedes-AMG GT3 Evo | 13  | 2   | 2   | 7   | 11  | 13  | 8   | 23  | 3   | 21  | 3   | 5   | 23  | 8   |     |     |     |     | 184*  |      |

* Stagione in corso.

### Risultati 24 Ore di Daytona
| Anno | Team               | Co-piloti                                     | Vettura              | Classe  | Giri | Pos. | Class pos. |
| ---- | ------------------ | --------------------------------------------- | -------------------- | ------- | ---- | ---- | ---------- |
| 2017 | SunEnergy1 Racing  | Tristan Vautier Paul Morris Kenny Habul       | Mercedes-AMG GT3     | GTD     | 524  | Rit  | Rit        |
| 2018 | SunEnergy1 Racing  | Mikaël Grenier Kenny Habul Thomas Jäger       | Mercedes-AMG GT3     | GTD     | 745  | 28º  | 8º         |
| 2021 | HTP Winward Racing | Indy Dontje Philip Ellis Russell Ward         | Mercedes-AMG GT3 Evo | GTD     | 745  | 22º  | 1º         |
| 2022 | WeatherTech Racing | Daniel Juncadella Cooper MacNeil Jules Gounon | Mercedes-AMG GT3 Evo | GTD Pro | 487  | Rit  | Rit        |
| 2023 | WeatherTech Racing | Jules Gounon Daniel Juncadella Cooper MacNeil | Mercedes-AMG GT3 Evo | GTD Pro | 729  | 17º  | 1º         |

### Risultati 12 Ore di Bathurst
| Anno | Team                     | Co-piloti                       | Vettura               | Classe | Giri | Pos. | Class pos. |
| ---- | ------------------------ | ------------------------------- | --------------------- | ------ | ---- | ---- | ---------- |
| 2014 | Erebus Motorsport        | Nico Bastian Bernd Schneider    | Mercedes-Benz SLS AMG | A      | 291  | 7º   | 7º         |
| 2016 | Erebus Motorsport        | Austin Cindric Bernd Schneider  | Mercedes-Benz SLS AMG | AP     | 219  | DNF  | DNF        |
| 2017 | Scott Taylor Motorsports | Craig Baird Shane van Gisbergen | Mercedes AMG GT3      | AA     | 283  | DNF  | DNF        |
| 2019 | Craft-Bamboo Racing      | Gary Paffett Luca Stolz         | Mercedes AMG GT3      | APP    | 185  | DNF  | DNF        |
| 2020 | Craft-Bamboo Racing      | Yelmer Buurman Luca Stolz       | Mercedes AMG GT3 Evo  | Pro    | 314  | 5º   | 5º         |
| 2022 | Craft-Bamboo Racing      | Daniel Juncadella Kevin Tse     | Mercedes AMG GT3 Evo  | APA    | 291  | 2º   | 2º         |

## Palmarès
- 3  Coppa del Mondo FIA GT: Mercedes (2014, 2015 e 2022)
- 2  24 Ore di Daytona: Mercedes (2021 e 2023)
- 1  24 Ore del Nürburgring: Mercedes (2016)
- 1  Blancpain GT Series Endurance Cup: Mercedes (2018)